# Ulrich Schürer

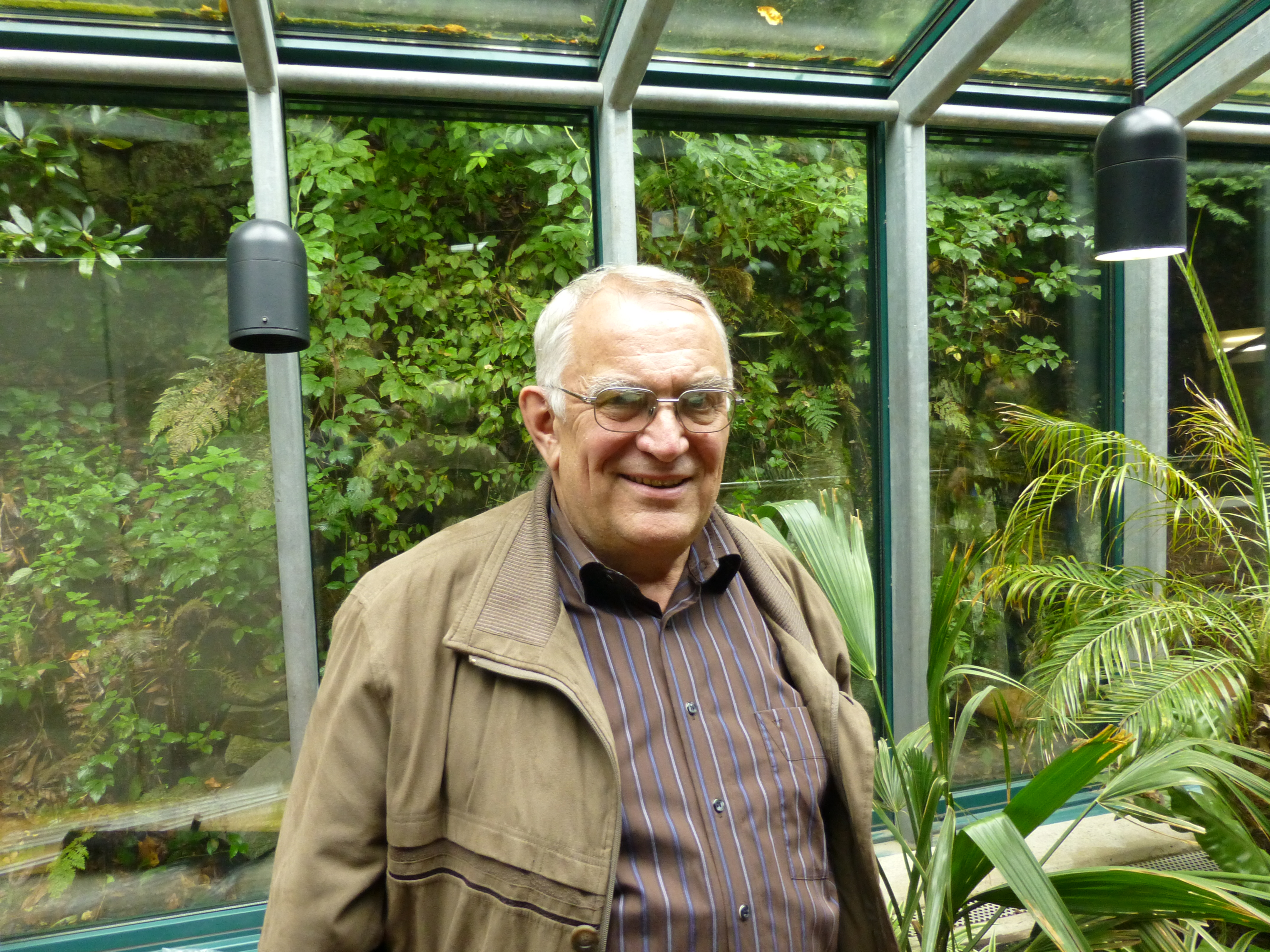
Ulrich Schürer (2013)

Ulrich Schürer (* 9. November 1947 in Balingen) ist ein deutscher Zoologe und Autor. Er war von 1988 bis 2012 Direktor des Zoologischen Gartens in Wuppertal.

## Leben
Der gebürtige Schwabe Schürer begann 1966 mit einem Tierpflegerpraktikum im Wuppertaler Zoo. Nach Absolvierung seines Wehrdienstes und Abschluss seines Studiums an der FU Berlin wurde er 1973 als Volontär-Assistent im Zoo eingestellt. Wissenschaftlicher Mitarbeiter wurde er 1974 und 1978 promovierte er über Kängurus, ein Vorhaben, das ihn nach Australien führte. In das Beamtenverhältnis wurde Schürer 1980 übernommen, am 1. Juli 1988 wurde er zum städtischen Zoodirektor und 1991 zum leitenden Zoodirektor ernannt. Er trat die Nachfolge von Gerhard Haas an, der 1967 bis 1988 Direktor des Zoos war.
Als Vorsitzender des Juristischen Komitees und Vizepräsident des Verbandes der Europäischen Zoologischen Gärten und Aquarien (EAZA) war Schürer mehrere Jahre tätig.
Schürer bewohnte zu seiner Dienstzeit im Zoo ein Haus, das zum Zoogelände gehörte. 2012 hat er, mit seiner Frau und Leiterin der Zooschule, seinen Wohnsitz nach Solingen-Gräfrath verlegt. Am 9. November 2012, an seinem fünfundsechzigsten Geburtstag, wurde Schürer in seinem Ruhestand mit geladenen Gästen im Zoo verabschiedet. Sein Nachfolger ist der Tierarzt Arne Lawrenz, der den Zoo, bevor er zum Direktor wurde, auch kurzzeitig die kommissarische Leitung innehatte.

## Auszeichnungen
- 1994: Consul-Cremer-Preis für die Erhaltungszucht des Balistar (Leucopsar rothschildi)
- 2009: EAZA-Award[6]

## Werke
- Landschaften und Tierwelt in Australien. In: Sitzungsberichte der Gesellschaft Naturforschender Freunde zu Berlin (N.F.). Band 18, 1978, S. 7–19.
- Vergleichende Untersuchung des Ruheverhaltens von Känguruhs (Macropodidae). Berlin 1979 (Berlin, Freie Universität, Dissertation, 1978).
- mit Gerd Schmerenbeck: 100 Jahre Zoo Wuppertal. Chronik. Zoologischer Garten Wuppertal, Wuppertal 1981.
- 125 Jahre Zoologischer Garten Wuppertal. Sutton, Erfurt 2006, ISBN 3-86680-004-5.
- mit Ralf Steinberg: Unser Zoo Wuppertal. Juhr Verlag, Wipperfürth 2012, ISBN 978-3-942625-08-1.